# Vysoký Chlumec
Vysoký Chlumec là một chợ huyện thuộc huyện Příbram, vùng Středočeský, Cộng hòa Séc.